# Valeska Homburg

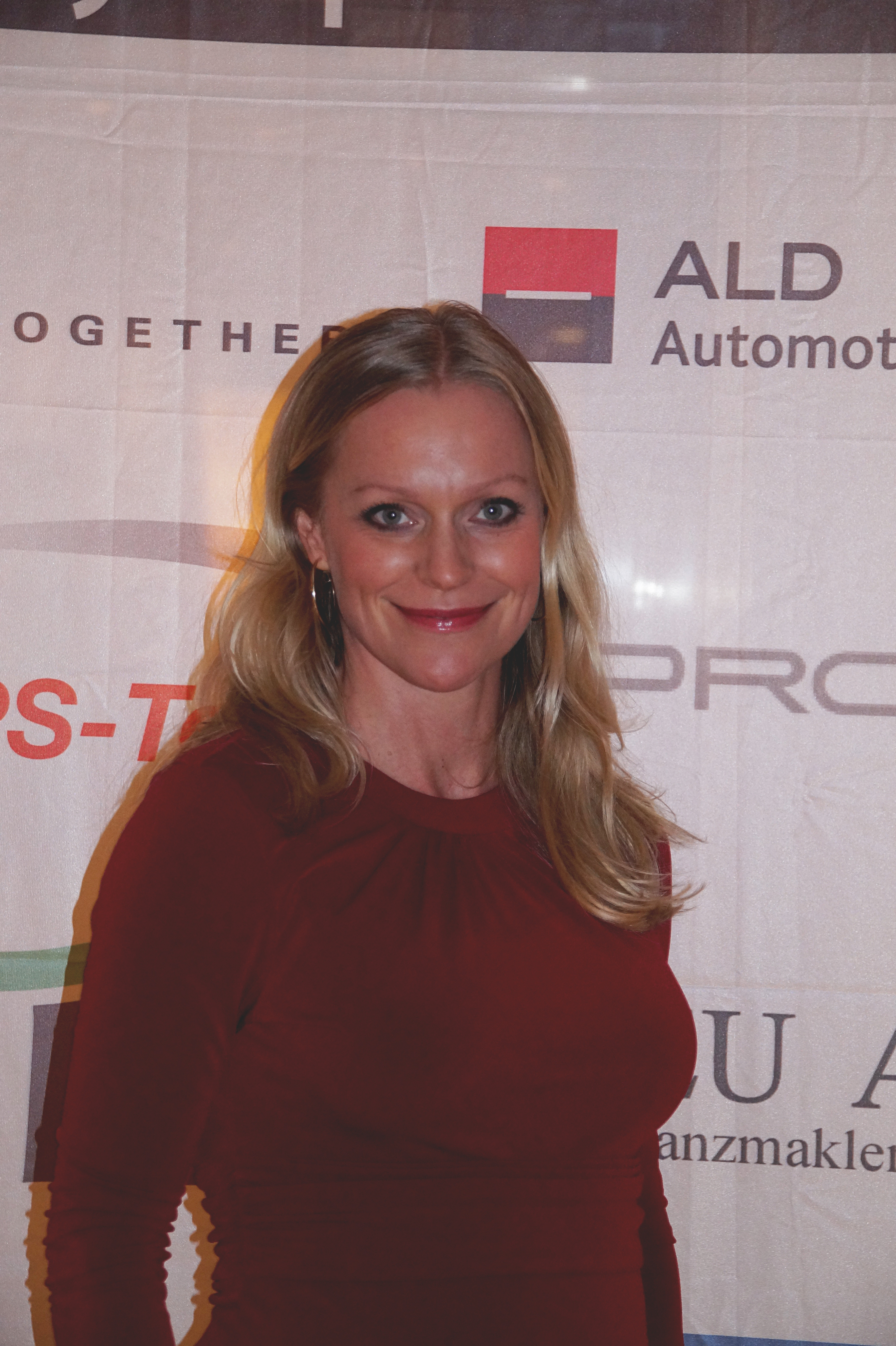
Valeska Homburg (2016)

Valeska Homburg (* 3. Januar 1976 in Wolfsburg) ist eine deutsche Journalistin und Fernsehmoderatorin.

## Ausbildung
Nach ihrem Abitur 1995 am Gymnasium Fallersleben reiste Valeska Homburg sechs Monate lang durch Australien. Im Anschluss daran begann sie ein Studium an der Deutschen Sporthochschule Köln. Nach dem Grundstudium verbrachte sie ein weiteres Jahr in Australien und arbeitete für das Northern Territory Institute of Sport in Darwin als Sport Science Assistent. 2000 schloss Valeska Homburg ihr Studium (Schwerpunkt: Training & Leistung) schließlich als Diplom-Sportwissenschaftlerin ab.

## Beruflicher Werdegang
Nach Tätigkeiten bei RTL (Frühstücksfernsehen), n-tv, ZDF und der Deutschen Welle, wechselte Valeska Homburg 2002 zum Südwestrundfunk nach Stuttgart. Dort war sie zunächst sowohl in der Sportredaktion tätig als auch zwei Jahre lang als Moderatorin der Landesnachrichtensendung „Baden-Württemberg Aktuell“. Außerdem präsentierte Valeska Homburg von 2005 bis 2006 das SWR-Automagazin „Rasthaus“. Von 2006 bis 2011 moderierte sie im Wechsel mit Michael Antwerpes, Johannes Seemüller und Tom Bartels die Sonntagabend-Sendung „Sport im Dritten“.
Überregional bekannt wurde Valeska Homburg als Moderatorin der Wintersport-Übertragungen in der ARD. Seit 2007 ist sie gelegentlich als Reporterin bei den Skisprung-Übertragungen der ARD tätig, später gemeinsam mit dem ehemaligen Skispringer Dieter Thoma als Moderatorin bei den Skisprung-Weltcups und der Vierschanzen-Tournee. Für die ARD war sie u. a. bei den Olympischen Winterspielen in Turin 2006 und Vancouver 2010, sowie bei den Nordischen Skiweltmeisterschaften in Oberstdorf 2005, Sapporo 2007 und Liberec 2009 im Einsatz. Bei den Olympischen Sommerspielen in Peking 2008 gehörte sie zum ARD-Team vor Ort und präsentierte die Nachrichten im „Olympia-Telegramm“. Beim Skispringen der Herren auf der Normalschanze sowie bei den Bobwettbewerben der olympischen Winterspiele 2010 im kanadischen Vancouver war sie ebenfalls als Moderatorin anwesend.
Abseits des Wintersportes war Homburg bei den Turnweltmeisterschaften 2007 in Stuttgart, den Turneuropameisterschaften Berlin in 2011 und der Fußball-WM in Südafrika 2010 im Einsatz. Zeitweise moderierte sie in den ARD-Tagesthemen den Bereich Sport. Im Sommer 2011 verließ sie den SWR und die ARD. Am 12. Oktober 2011 wurde ihr Wechsel zum Bundesligasender der Deutschen Telekom, LIGA total!, verkündet. Dort wurde sie vor allem bei Spielen im Westen und Südwesten der Republik eingesetzt. Beim Nachrichtensender n-tv moderiert sie die Sportnachrichten. Von Mai 2013 bis Juni 2022 arbeitete sie für den NDR und moderierte den Sportclub. Für den NDR war sie 2015 in Montreal auch bei der Fußball-WM der Frauen tätig.
Darüber hinaus ist Valeska Homburg seit 2001 für die ATP regelmäßig auf internationalen Tennis-Turnieren unterwegs und trägt dort die redaktionelle Verantwortung für den internationalen Newsfeed.
Im Sommer 2022 verließ Valeska Homburg den NDR. Sie wurde ab dem 1. Juli desselben Jahres beim Fußballverein Bayer 04 Leverkusen Leiterin der Abteilung Medien & PR.

## Privates
Valeska Homburg hat ein Kind und lebt in Köln.